# Domagoj Kosić
Domagoj Kosić (Zagreb, 11. studenoga 1975. ) je bivši hrvatski nogometaš i trenutačno trener NK Marsonije. Igrao je za više dobnih kategorija hrvatskih mladih reprezentacija.
U mladoj reprezentaciji do 19 godina nastupio na kvalifikacijama za europsko prvenstvo 1994. godine i u mladoj reprezentaciji do 21 godine nastupio na kvalifikacijama za europska prvenstva 1996. i 1998. godine.
Igrao je za više klubova. Premda jedan od najtalentiranijih igrača svoje mlade generacije, nikada se nije uspio nametnuti u seniorima. U četiri sezone i 36 službenih utakmica za Dinamo, postigao je pet pogodaka. U Dinamo je triput osvojio prvenstvo i dvaput hrvatski kup.
Uz Dinamo igrao je za Zagreb, Šibenik, Slaven Belupo, Pulu, Tekstilac, Pazinku, Lučko, Hrvatski dragovoljac, Inter iz Zaprešića, izraelski Maccabi iz Tel Aviva te za azerbajdžanski Olimpic iz Bakua. Za Slaven je odigrao tri utakmice u Uefinom Intertoto kupu sezona 2002./2003. i 2004./2005.